# ТЭЦ Быдгощ-3
ТЭЦ Быдгощ-3 (ЭС-3) – бывшая теплоэлектроцентраль в одноимённом городе на севере Польши.
В 1940 году немецкая оккупационная власть начала строить в Быдгоще мощный комплекс по производству взрывчатых веществ Dynamit AG Fabrik Bromberg. Он имел собственную электростанцию с тремя турбинами, всё оборудование которой в 1945 году было вывезено вместе с заводом в СССР (всего с этого гигантского комплекса на восток отправили 1800 железнодорожных вагонов).
Повторно электростанцию запустили в 1956 году для обслуживания химического завода Organika-Zachem. Из сосновецкой шахты Juliusz сюда перевезли два пылеугольных котла S20 и конденсационную турбину производства AEG мощностью 15 МВт. Кроме того, установили один котёл ОР-100 и турбинный агрегат венгерского производства, который состоял из турбины с противодавлением Lang мощностью 6,4 МВт и генератора Ganz.
В 1962 году станцию расширили за счёт ещё одного котла ОР-100 и турбины чешского Первого Брненского машиностроительного завода мощностью 12 МВт.
В настоящее время станция организационно подчинена ТЭЦ Быдгощ-2 (завод Organika-Zachem прекратил свою деятельность в 2013 году). По состоянию на середину 2010-х за ней числилась электрическая мощность 21,4 МВт (турбины AEG и Lang) и 4 котла: оба S20, один из ОР-100, а также один 00-60, что обеспечивало 45 МВт тепловой мощности.
В 2015 году станция уже не учитывалась при подсчёте электрических мощностей, однако могла подключаться к покрытию пиковых нагрузок во время отопительного периода.